# Télomérase
La télomérase est une ADN polymérase, ARN dépendante  qui, lors de la réplication de l'ADN chez les eucaryotes, permet de conserver la longueur du chromosome en ajoutant une structure spécifique à chaque extrémité : le télomère (du grec τέλος, extrémité ou fin). Bien que composé de désoxyribonucléotides comme le reste du chromosome, le télomère est synthétisé suivant un mode différent de la réplication classique de l'ADN.
Les télomérases sont des ribonucléoprotéines (assemblage d'ARN et de protéines) qui catalysent l'addition d'une séquence répétée spécifique à l'extrémité des chromosomes. Cette séquence riche en nucléotides T et G est (TTAGGG)n chez les chordés (donc chez l'espèce humaine), avec un nombre de répétition n de l'ordre de quelques centaines à quelques milliers. Le composant ARN de la télomérase sert de matrice pour la synthèse de l'ADN.

## Historique
L'enzyme a été découverte par Elizabeth Blackburn, Carol Greider et Jack Szostak en 1985 qui ont reçu le Prix Nobel de physiologie ou médecine en 2009.

## Structure
La composition protéique de la télomérase humaine a été identifiée en 2007 par le Dr Scott Cohen et son équipe de recherche médicale du Children's Institute en Australie. Elle se compose de deux sous-unités :
- la sous-unité protéique ou TERT (Telomerase reverse transcriptase). La région codante du gène TERT a 3396 bp, et se traduit par une protéine de 1131 acides aminés. C'est une enzyme à activité transcriptase inverse, une ADN polymérase ARN-dépendante qui assure la synthèse de la séquence télomérique en utilisant l'autre sous-unité ARN comme matrice ;
- la sous-unité ARN ou TERC (Telomerase RNA component). C'est un ARN structuré de 451 nucléotides comportant plusieurs régions en tige et boucles et un pseudo-nœud. Une des boucles de ce pseudo-nœud contient la séquence qui sert de matrice à la synthèse de la répétition télomérique.

La télomérase est une polymérase inhabituelle en ce qu'elle contient sa propre matrice d'ARN au sein de sa structure.

## Fonction
En utilisant le pseudo-nœud du TERC comme modèle, le TERT ajoute une séquence répétée de six nucléotides: 5'-TTAGGG (chez tous les vertébrés, la séquence est différente chez d'autres organismes) à l'extrémité 3' des chromosomes. Ces répétitions TTAGGG (avec les différentes protéines partenaires associées) sont appelées télomères. La région modèle de TERC est 3'- CAAUCCCAAUC-5'.

## Applications cliniques
Sans l'action des télomérases qui remettent la partie perdue à chaque division cellulaire, au bout d'une quarantaine de divisions, le chromosome perdrait les informations de ses derniers gènes et la cellule deviendrait non viable et mourrait (apoptose). 
La télomérase ne s'exprime que peu voire pas dans les cellules somatiques, alors qu'elle est très active dans les cellules germinales. Ce manque d'activité dans les cellules somatiques induit une entrée en sénescence des cellules.
La télomérase est également très active durant la période embryonnaire et fœtale. Sa synthèse est dépendante du gène TERT.
Le niveau d'activité cellulaire de la télomérase est augmenté dans les cellules cancéreuses. C'est un des facteurs qui contribuent à la prolifération et à l'immortalisation des cellules cancéreuses. 
En 2014 une étude montre l'existence d'une sorte de commutateur ON/OFF qui active ou désactive l'activité de la télomérase. Ce commutateur régule la télomérase en fonction des besoins organiques, augmentant ou réduisant l'activité télomérique à des niveaux normaux.
Un inhibiteur de la télomérase, l’imételstat est depuis 2014 en phase d'essai clinique pour traiter la myélofibrose primitive mais aussi les syndromes myélodysplasiques et les leucémies aiguës myéloblastiques.